# كيم سيو-جون
كيم سيو-جون (هانغل: 김서준) هو لاعب كرة قدم كوري جنوبي في مركز الوسط، ولد في 24 مارس 1989 في كوريا الجنوبية. لعب مع أولسان هيونداي.

## وصلات خارجية
- كيم سيو-جون على موقع دوري كوريا الجنوبية (الإنجليزية)
- كيم سيو-جون على موقع قاعدة بيانات كرة القدم.إي يو (الإنجليزية)
- كيم سيو-جون على موقع Soccerway.com (الإنجليزية)